# Cristián Alessandrini
Cristián Ernesto Alessandrini (Buenos Aires, 27 de mayo de 1985) es un exfutbolista argentino. Jugaba como delantero centro.

## Trayectoria

### Berazategui
El 1 de julio de 2006 ficha para jugar en el fútbol profesional con el Berazategui de la Primera C (Argentina)

### Unión San Felipe
El 1 de julio de 2008 se va cedido al club Chileno por 1 año. 

### Vuelta a Berazategui
El 1 de enero de 2009 vuelve a incorporarse al Berazategui.

### Cobreloa
El 1 de enero de 2011 se va cedido y le terminan el contrato. Fue dirigido por Nelson Acosta.

### Urquiza
El 1 de julio de 2011 se va cedido al club Argentino por 6 meses

### San Miguel
En 2012 llega al Club Atlético San Miguel y debuta con un gol el 7 de agosto de 2012 en la primera fecha del torneo cuando dicha institución cumple 90 años. No tuvo mala campaña pero con sus 10 goles no llegó a mantener la categoría y San Miguel termina descendiendo a la Primera D.

### Boyacá Chicó
El 22 de julio de 2013 Cristian junto con su compañero Javier Sanguinetti llegan al club de fútbol Boyacá Chicó. Cristian actualmente forma la dupla titular con Jairo Castillo. El 27 de julio debuta en la primera fecha contra el club de fútbol Patriotas que termina en empate 0-0. En la cuarta fecha logra convertir en el empate 1-1 contra Deportes Tolima.

### Carabobo
El 30 de enero de 2015 se oficializa su contratación con el Carabobo FC de la Primera División de Venezuela procedente de Argentinos de Quilmes (Primera C) Cabe destacar que llegó sin pretemporada al club, pero logró  ponerse a punto muy rápido y luego ser una de las piezas fundamentales del granate durante el tiempo que estuvo con el equipo al final de la temporada Alessandrini terminó como goleador del equipo con 5 goles anotados en 11 partidos jugados.

### Once Caldas
El 23 de diciembre de 2015 el jugador llega al Once Caldas para afrontar la campaña 2016.
El 7 de junio de 2016 Cristian Alessandrini arregló con el equipo la culminación anticipada de su contrato. El argentino no continúa con el conjunto blanco.

### Atlético Venezuela
2018. En su primera etapa con Atlético Venezuela marcó siete goles y dos asistencias. El argentino ha tenido un buen semestre, donde ha destacado. El combinado quedó cerca de clasificar a la liguilla. Lleva 13 partidos jugados con un total de 990 minutos hasta ahora. Marcó el primer tanto contra el Caracas fútbol Club y 1 asistencia para que su equipo quedara vencedor del partido, ganándole 2-0. Ha sido uno de los jugadores más destacado para esta temporada del Atlético Venezuela.

### Real Garcilaso
El 2 de julio ficha por Real Garcilaso. Su debut se produjo el 4 de agosto en la victoria por 1-0 ante UTC de Cajamarca. No le dieron gran participación en el club, siendo uno de los refuerzos de baja competitividad. A pesar de tener un año más de contrato, a finales del 2018 rescinde su contrato de mutuo acuerdo.

### Club San José
El 2019 vuelve a Bolivia para jugar por el Club San Jose  para la Copa Libertadores.

## Clubes
| Club                              | País      | Año       | Partidos Jugados | Goles |
| --------------------------------- | --------- | --------- | ---------------- | ----- |
| Berazategui                       | Argentina | 2006-2008 | 45               | 20    |
| Unión San Felipe                  | Chile     | 2008      | 9                | 0     |
| Berazategui                       | Argentina | 2009-2010 | 73               | 17    |
| Cobreloa                          | Chile     | 2011      | 2                | 0     |
| Urquiza                           | Argentina | 2011      | 37               | 5     |
| San Miguel                        | Argentina | 2012-2013 | 35               | 10    |
| Boyacá Chicó                      | Colombia  | 2013-2014 | 19               | 4     |
| Argentino de Quilmes              | Argentina | 2014      | 1                | 0     |
| Carabobo F. C.                    | Venezuela | 2015      | 11               | 5     |
| Nacional Potosí                   | Bolivia   | 2015      | 14               | 8     |
| Once Caldas                       | Colombia  | 2016      | 3                | 1     |
| Nacional Potosí                   | Bolivia   | 2016-2017 | 57               | 34    |
| Atlético Venezuela Club de Fútbol | Venezuela | 2018      | 13               | 7     |
| Real Garcilaso                    | Perú      | 2018      | 17               | 1     |
| San José                          | Bolivia   | 2019      | 21               | 1     |
| Vida                              | Honduras  | 2020      | 11               | 1     |